# Orbital Sciences Corporation
Orbital Sciences Corporation (OSC) — американская компания, специализировавшаяся на производстве космических аппаратов и ракет-носителей.
29 апреля 2014 года корпорация объявила о слиянии с компанией Alliant Techsystems для создании новой компании с названием Orbital ATK. Слияние было завершено 9 февраля 2015 года. С этого момента Orbital Sciences Corporation прекратила своё существование, как независимая единица.
Компания активно участвовала в предоставлении международных пусковых услуг. OSC имела свою штаб-квартиру в Даллесе, штат Вирджиния, США.

## История
Компания была основана в 1982 году Дэвидом Томпсоном, Брюсом Фергюсоном и Скоттом Уэбстером. В 1990 году компания успешно поддержала восемь космических миссий, важнейшей из которых можно считать запуск ракеты-носителя «Пегас».
В 1997 году от компании отделилось подразделение космической съёмки «Orbital Space Imaging», и вместе с ним и один из основателей компании — Дэвид Томпсон. В настоящее время компания носит название GeoEye.
4 марта 2010 года OSC объявила о покупке подразделения разработки и производства космической техники у крупного производителя военной и аэрокосмической техники General Dynamics. Цена покупки составила 55 млн $; сделка была закрыта 2 апреля 2010 OSC ожидает увеличения доходов на 50 млн $ от совершенной сделки. Все сотрудники компании при покупке остались на своих рабочих местах, ни один не был заменен.
OSC изготовила более 560 ракет-носителей (в 2006 году проводилась разработка 500-го аппарата в истории OSC), из которых около 80 продолжали использоваться до 2015 года. Компанией были созданы 174 спутника, а 24 из них продолжат свою работу вплоть до 2015 года.
OSC имел 40 % рынка ракет-перехватчиков, 55 % рынка малых коммуникационных спутников, а также 60 % рынка малых ракет-носителей.
OSC ищет возможность выйти на рынок средних ракет-носителей, для чего планирует[когда?] приобрести соответствующую компанию, имеющую технологии и опыт по созданию ракет-носителей такого типа.
Новым этапом для компании стала разработка беспилотного космического корабля «Cygnus» — одного из двух частных КК снабжения в рамках программы НАСА «Коммерческой орбитальной транспортировки»» (COTS), имеющей целью доставку грузов к МКС после завершения программы «Спейс шаттл». Запуски «Сигнуса» осуществляются с помощью ракеты-носителя собственной разработки — Антарес.

## Аварии
28 октября 2014: взрыв на старте ракеты-носителя с Cygnus CRS Orb-3, стартовавшей с космодрома Уоллопс в штате Вирджиния (США). Целью миссии была доставка груза на МКС. Ракета была уничтожена сигналом центра управления через 11 секунд после старта, в результате обнаружения непоправимого отклонения от программы полета. Причиной аварии назван отказ турбонасосного агрегата в одном из ЖРД AJ-26 самарского производства..